# 扶罗韩
扶罗韩（？—？），东汉末年鮮卑君主，魁头、步度根的兄弟。

## 生平
自檀石槐死后，诸大人(首領)相世袭。步度根既立，部众逐渐衰弱，步度根次兄扶罗韩也拥众数万，为大人。建安年间，曹操定幽州，步度根与轲比能等通过护乌桓校尉阎柔上贡。后来，代郡乌丸能臣氐等叛魏，求于扶罗韩，扶罗韩率领万余骑兵迎接。到桑乾河，大家以为扶罗韩部威禁宽缓，遂派人招呼轲比能。轲比能立即率领万余骑兵到，当共盟誓。轲比能便在会上杀扶罗韩，扶罗韩之子泄归泥及部众都归属轲比能。